# Тшебиња
Тшебиња (пољ. Trzebinia) је град у Пољској у Војводству Малопољском у Повјату хшановском. Према попису становништва из 2011. у граду је живело 20.392 становника.

## Становништво
Према прелиминарним подацима са пописа, у граду је 2011. живело 20.392 становника.
| 2002.  | 2011.  | 2012.  |
| ------ | ------ | ------ |
| 19.172 | 20.392 | 20.309 |